# 綠色近劍水蚤
綠色近劍水蚤（学名：Tropocyclops prasinus）为劍水蚤科近劍水蚤屬下的一个种。

## 扩展阅读
- 維基物種上的相關：綠色近劍水蚤